# 7geup gongmu-won
7geup gongmu-won (7급 공무원?), noto anche con il titolo internazionale 7th Grade Civil Servant, è una serie televisiva sudcoreana del 2013, tratto dalla pellicola del 2009 Chilgeup gongmuwon.

## Trama
Han Gil-ro e Kim Seo-won diventano agenti per i servizi segreti sudcoreani e, l'uno all'insaputa del lavoro dell'altro, si innamorano.